# José Vizinho
José Vizinho foi um judeu nascido na Covilhã, físico (médico) da corte portuguesa e cientista, que viveu no final do século XV.

## Biografia
Foi aluno de Abraão Zacuto, com o qual estudou matemática e cosmografia. Neste último tema era tido como autoridade eminente pelo rei D. João II. Foi enviado pelo rei para a costa da Guiné, e aí determinar a altura (angular) do Sol com recurso ao astrolábio com as técnicas de Jacob ben Machir, sendo então possível medir a altura do Sol sem ser necessário olhar diretamente para ele. Tal técnica era fundamental para responder às necessidades dos navegantes e estabelecer as regras necessárias ao uso do Sol para conhecimento da latitude. Esta missão foi essencial para o conhecimento das condições de navegação na costa africana e para o progresso das navegações para sul, conforme relatam os cronistas da época.
Conta-se que quando em 1484 Cristóvão Colombo expôs perante o rei de Portugal o seu plano para descobrir uma rota ocidental para as Índias, teria sido submetido a uma junta ou comissão que incluía o Bispo de Ceuta, "Mestre José" (José Vizinho), o físico da corte Rodrigo, um matemático judeu chamado Moisés, e Martin Behaim. Alegadamente a junta decidiu recusar os planos de Colombo, e quando o assunto chegou ao conselho de estado, também Pedro de Menezes se lhe opôs, com base nas críticas de José Vizinho. Colombo atribuiu a rejeição do monarca português em relação ao seu projeto de navegação ao "judeu José". Há historiadores que, no entanto, referem que tal junta nunca existiu. Embora José Vizinho não favorecesse as pretensões de Colombo, os dois mantinham contacto, tendo Colombo obtido de Vizinho uma tradução das tabelas astronómicas de Zacuto. Colombo levou esta tradução na sua viagem para ocidente, tendo-lhe sido extremamente útil. Os documentos foram encontrados na sua biblioteca após a sua morte.
A tradução para latim e para castelhano feita por José Vizinho das tabelas de Zacuto foi publicada pelo impressor judeu Abraão Samuel Dortas em Leiria com o título "Almanach Perpetuum," 1496, publicado originalmente em hebraico. O facto de terem sido impressos pouco depois da introdução da técnica de impressão em Portugal ilustra a importância posta na divulgação desta informação. Os textos traduzidos por Vizinho foram os únicos textos não hebraicos saídos da oficina do impressor, também ele judeu, Abraão Samuel Dortas.
Vizinho estaria presente junto do rei D. João II  na altura em que este monarca faleceu.

## Reforma do calendário litúrgico
Em 30 de novembro de 1515, José Vizinho, matemático, astrónomo, astrólogo e médico da corte de dom João II e de dom Manuel, também referido como Mestre Diogo de Lisboa, conclui e assina um parecer sobre a reforma do calendário juliano, a pedido do papa Leão X, uma das questões abordadas durante o V Concílio de Latrão, onde propõe novas tabelas de cálculo da Páscoa para intervalos de 170 em 170 anos. A reforma do calendário era já tema de debate entre cientistas e eclesiásticos desde o século XIII, foi abordado nos concílios do século XV, mas só seria concluída em 1582 com a entrada em vigor do calendário gregoriano. Mestre Manuel Mendes Vizinho, neto de Mestre Diogo, assinará também um parecer sobre a mesma questão da reforma do calendário em 1579.